# Hurley Lock

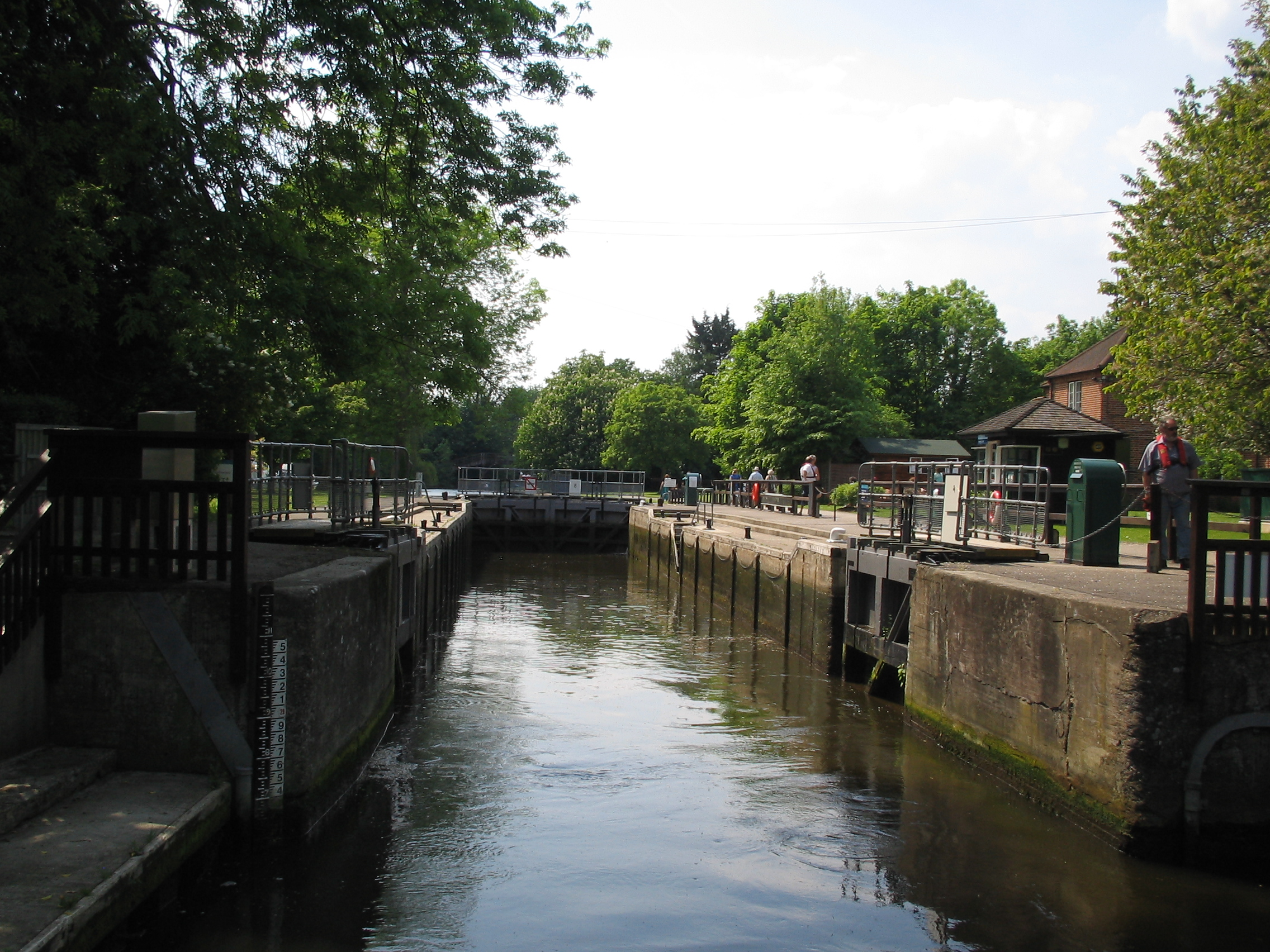
Das Hurley Lock

Das Hurley Lock ist eine Schleuse in der Themse in England. Sie liegt in der Nähe einiger Inseln nahe dem Ort Hurley in Berkshire. Die Schleuse wurde 1773 von der Thames Navigation Commission gebaut.
Es gibt verschiedene Wehre zwischen den Inseln, das Hauptwehr liegt an der am weitesten flussaufwärts gelegenen Insel und schließt an das Ufer von Buckinghamshire an. Es wird gerne mit Kajaks benutzt.

## Geschichte
Es gab eine Stauschleuse an dieser Stelle, die im 16. und 17. Jahrhundert als New Lock bezeichnet wird. Sie gehört zu den ersten, die nach der Neuordnung der Schifffahrt auf der Themse nach 1770 gebaut wurden. Wie die anderen Schleusen in dieser Zeit wurde sie zuerst aus Fichtenholz gebaut, das dann durch Eichenholz ersetzt wurde. Die Schleuse wurde 1780 und 1785 instand gesetzt. Bei der zweiten Reparatur wurde der Besitzer der Stauschleuse angewiesen, diese betriebsfähig zu halten. Weitere Reparaturen wurden 1791 und 1910 ausgeführt, wobei sie noch immer aus Holz bestand. Danach wurde sie in Stein neugebaut.
Die hölzerne Winde, mit der Boote durch die Stauschleuse gezogen wurden, sieht aus wie ein Spill und ist heute noch an der Schleuse zu sehen.

## Der Fluss oberhalb der Schleuse
Das Frog Mill Ait und die Black Boy Island liegen an einem scharfen Bogen im Fluss. Die Magpie Island liegt nahe Culham Court, bevor man Hambleden und das Hambleden Lock erreicht.
Der Themsepfad bleibt auf der Uferseite von Berkshire und macht einen Umweg über Aston, bevor er an den Fluss zurückkehrt, wo er bis zum Hambleden Lock verläuft.

## Nutzung mit Kajaks
Das Hurley Lock Wehr ist ein Playboating Zentrum, da die Wellen die richtige Größe und Form haben. Die Tore erzeugen in geöffnetem Zustand eine Stehende Welle.

### Die Tore des Wehrs
Die vier Tore des Wehrs werden geöffnet und geschlossen, um den Wasserstand im Fluss zu kontrollieren. Ihr Öffnungszustand bestimmt die Brauchbarkeit und Schwierigkeit der Bedingungen.
- Tor 1 – Eine mittelgroße Welle normalerweise auf der rechten Seite des Flusses. Am besten für lange schnelle Boote geeignet.
- Tor 2 – Eine große Welle mit einem großen Loch.
- Tor 3 – Wenn Tor 3 geöffnet ist, gibt es klassische Wellenbedingungen auf der linken Flussseite. Eine große zentrale Welle mit Löchern an beiden Seiten. Das Tor ist meist nicht lange geöffnet und es kann lange Wartezeiten bei der Nutzung geben.
- Tor 4 – Eine kraftvolle Gruppe von miteinander verbundenen Löchern.

### Wasserstand
Normalerweise bedeutet mehr Niederschlag mehr geöffnete Tore, aber dies hängt auch von den Wehren im oberen Flussverlauf ab und ist schwierig vorherzusagen.
Eine gute Welle bildet sich meistens im Spätherbst, Winter und frühen Frühling. Auch im Sommer ist das Wehr zum Befahren geeignet, dann jedoch nur für jeweils kurze Zeit. Im Winter können etwa 10 mm genügen um ein Tor zu öffnen, im Sommer sind es etwa 15 mm. Andauernder Regen ist notwendig, um den Wasserstand zu halten, da der Grundwasserstand ansonsten niedrig ist.